# Richard Olney
Cet article concerne l'homme d'État américain. Pour le peintre, cuisinier et écrivain culinaire américain, voir Richard Olney (écrivain).
Pour les articles homonymes, voir Olney.
Richard Olney, né le 15 septembre 1835 à Oxford (Massachusetts) et mort le 8 avril 1917 à Boston (Massachusetts), est un homme politique américain. Membre du Parti démocrate, il est procureur général des États-Unis entre 1893 et 1895 puis secrétaire d'État des États-Unis entre 1895 et 1897 dans la seconde administration du président Grover Cleveland.

## Biographie
Avocat d'affaires spécialisé dans les chemins de fer, il dirige aussi quelque temps les compagnies Burlington et Boston and Main.
En tant que procureur général, et toujours propriétaire de nombreuses actions dans les chemins de fer, Richard Olney recourt aux tribunaux pour faire condamner des grévistes lors de la grève Pullman de 1894, ce qui constitue une première dans l'histoire des États-Unis. Il autorise les compagnies à lever des milices privées et fait également intervenir des troupes fédérales. Grâce à différents artifices juridiques, il parvient à suspendre les droits constitutionnels des syndicalistes et fait inculper ceux ayant pris la parole en public ou envoyer des télégrammes. Il conseille ensuite de recourir aux troupes fédérales lorsque les moyens légaux s'avèrent inefficaces. Il n'est pas un opposant des syndicats ouvriers, mais s'oppose aux actes qui préviennent la libre circulation des trains.